# Henrique Prata
Henrique Prata é um fazendeiro, peão de boiadeiro, criador de cavalos, e empreendedor filantropo do setor de saúde brasileiro. É conhecido por seu trabalho à frente da Fundação Pio XII, mantenedora do Hospital de Amor (atual nome do conhecido Hospital de Câncer de Barretos).

## Biografia
Nascido na capital, filho de um culto casal médicos formados na Faculdade de Medicina da USP, Paulo Prata e Scylla Duarte Prata, neto de Ranulpho Prata, médico e escritor sergipano, Henrique foi criado em Barretos, atrelado ao avô, Antenor Duarte Vilela, grande fazendeiro da região. Conta que seu avô dizia: “Se um dia quiser administrar as fazendas da família, terá primeiro que aprender a fazer de tudo: arrumar cerca, trabalhar como tratorista, domar os animais.” E foi assim, muito ligado ao avô e à terra, que aos 15 anos, decidiu que não estudaria mais. Naquele mesmo ano, o jovem foi emancipado e assumiu a primeira fazenda. Três anos mais tarde, já gerenciava oito propriedades. No final da década de 1980, já detinha uma significativa fortuna, quando iniciou sua ação filantrópica em oncologia.
O Sr Paulo Prata geria o Hospital São Judas Tadeu em Barretos, onde eram atendidos muitos pacientes com câncer. Em 1988, o empreendimento, muito mais filantrópico que econômico, quebrou por causa da hiperinflação. Henrique já era fazendeiro bem-sucedido e não gostava de como o pai administrava o hospital. Entretanto, por intermédio do bispo da cidade, Dom Antonio Mucciolo, a quem considerava um "diretor espiritual", decidiu ajudar. Como ele mesmo conta em seu livro Acima de Tudo o Amor, fez um acordo com seu pai e sua mãe de acertar as dívidas e fechar o hospital, que na época tinha 80 funcionários, 14 médicos e US$ 1,2 milhão de dívidas: "Trabalhei sete meses para fechar o hospital. Quando disse ao meu pai que estaríamos fechados em 30 dias, ele abaixou a cabeça e aceitou. Só que, na mesma noite, um médico me chamou, abriu um livro e me mostrou que uma pessoa precisava ser operada em, no máximo, 65 dias e não podia ser encaminhada para nenhum outro hospital público porque a fila era de mais de 120 dias. Nesse dia, não sei o que aconteceu. Fui dormir e acordei no outro dia não com dor na consciência, mas com uma mudança radical de consciência. Acordei decidido a ampliar o hospital."
Foi assim, em 1989, aos 37 anos de idade, que Henrique teve a visão de que poderia salvar mais vidas que qualquer outro médico, se abraçasse a causa da oncologia. A partir daí ganhou corpo o projeto que fez do Hospital de Câncer de Barretos um dos maiores centros de referência em oncologia do Brasil e mundialmente conhecido.
Para o desenvolvimento dos projetos, Henrique contou, e ainda conta, com o auxílio de agropecuaristas pequenos, médios e grandes – segundo ele, não fossem os fazendeiros, as obras nem teriam sido iniciadas –, de artistas, apresentadores de TV e personalidades variadas, como Chitãozinho e Xororó, Sérgio Reis, Leonardo, Zezé di Camargo e Luciano, Daniel, Xuxa e Ivete Sangalo, etc.
Com o objetivo de oferecer o melhor aos pacientes de câncer, Henrique percorreu 21 países, acompanhado de médicos do Hospital de Amor, para conhecer centros de referência em oncologia em todo mundo, e trazer para o Brasil as melhores tecnologias e os melhores protocolos. Fruto desse olhar cosmopolita, o Hospital de Amor tem estreita parceria com o MD Anderson Cancer Center e com o Saint Jude Children´s Research Hospital.
O Hospital de Amor foi pioneiro no uso de diversas tecnologias no tratamento de câncer no Brasil, como radioterapia com sistema robótico, uso de testes baseados em inteligência artificial, cirurgia robótica no SUS, imunoterapia no SUS, etc. Atua fortemente em pesquisa. Em 2017 inaugurou as novas instalações de seu Centro de Pesquisa Molecular em Prevenção de Câncer. Em 2018 o Hospital de Amor foi indicado pela Scimago Institutions Rankings o primeiro colocado no ranking de instituições dedicadas à pesquisa na América Latina.
À parte seus negócios pessoais, hoje Henrique Prata, na Fundação Pio XII, dirige um conglomerado de instituições de saúde filantrópicas que inclui:
- O Hospital de Amor de Barretos, e suas sucursais em Fernandópolis/SP, Jales/SP, Campinas/SP, Juazeiro/BA, Porto Velho/RO, Macapá/AP e Campo Grande/MS, com vários alojamentos e casas de apoio para pacientes e acompanhantes.[21]
- O Hospital de Câncer Infantil, em Barretos, considerado desde 2016 filial do St. Jude Children’s Research Hospital, dos Estados Unidos.[22][23]
- O Ambulatório Médico de Especialidades (AME) de Barretos, considerado um dos melhores do estado de São Paulo.[24]
- O Hospital São Judas Tadeu, onde começou a história do Hospital de Câncer, com o Dr. Paulo Prata. Hoje destina-se aos cuidados de pacientes com câncer em tratamento paliativo.
- O Hospital Nossa Senhora, para atendimento de pacientes de operadoras de planos de saúde e particulares, não só em oncologia, mas em todas as especialidades.[25]
- A Barretos Lamboo, parceria com Lamboo Mobile Medical, empresa holandesa de engenharia e construção de unidades móveis e soluções em saúde; produz veículos customizados para atendimentos médicos e odontológicos e exames como mamografia, ressonância magnética, tomografia, ultrassonografia.[26]
- Fábrica de Próteses para substituição de membros amputados.[27]
- O IRCAD, Instituto de Treinamento em Técnicas Minimamente Invasivas e Cirurgia Robótica, sediado na França e com unidade em Barretos.[28]
- A Santa Casa de Misericórdia de Barretos.

Tem um programa na Rede Vida, Acima de Tudo o Amor, que vai ao ar semanalmente, onde compartilha as experiências vivenciadas no Hospital de Amor e propaga a filosofia de amor ao próximo.

## Livros
Em 2011 Henrique Prata publicou o livro Acima de Tudo o Amor, no qual conta a sua história e a história do Hospital de Câncer de Barretos. Em 2017, essa história tem continuidade com o livro A Providência. No mesmo ano publica Acima de Tudo o Amor - Relatos - As Pessoas Que Fazem História No Maior Polo de Luta Contra o Câncer.